# Makrana
Makrana är en stad i den indiska delstaten Rajasthan, och tillhör distriktet Nagaur. Folkmängden uppgick till 93 094 invånare vid folkräkningen 2011, med förorter 116 295 invånare.